# یاتروشیمی

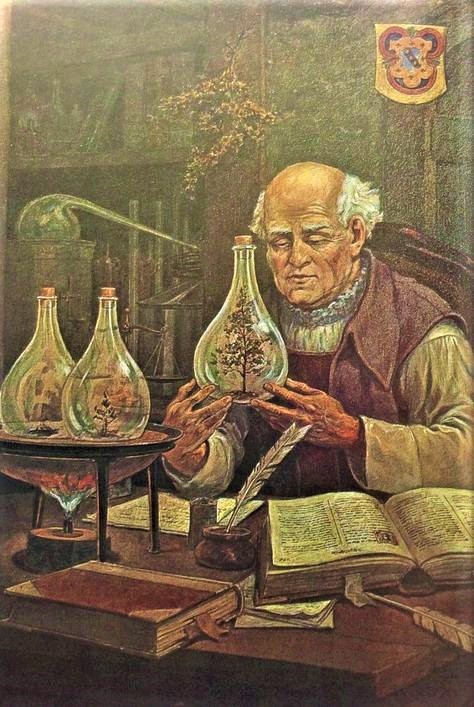
تصویری منصوب به یاتروشیمی در قرن 16 و 17 میلادی

یاتروشیمی(به انگلیسی: Iatrochemistry)شاخه ای از علم پزشکی و داروسازی بود که در قرن شانزدهم و هفدهم میلادی به وجود آمد.این علم به طور وسیع در فلاندرز رشد یافت و افرادی چون پاراسلسوس در این زمینه فعالیت کردند. این علم با روی کار آمدن نظریات جدید در زمینه شیمی و داروسازی به کلی مطرود گردید.